# Сожжение Корка

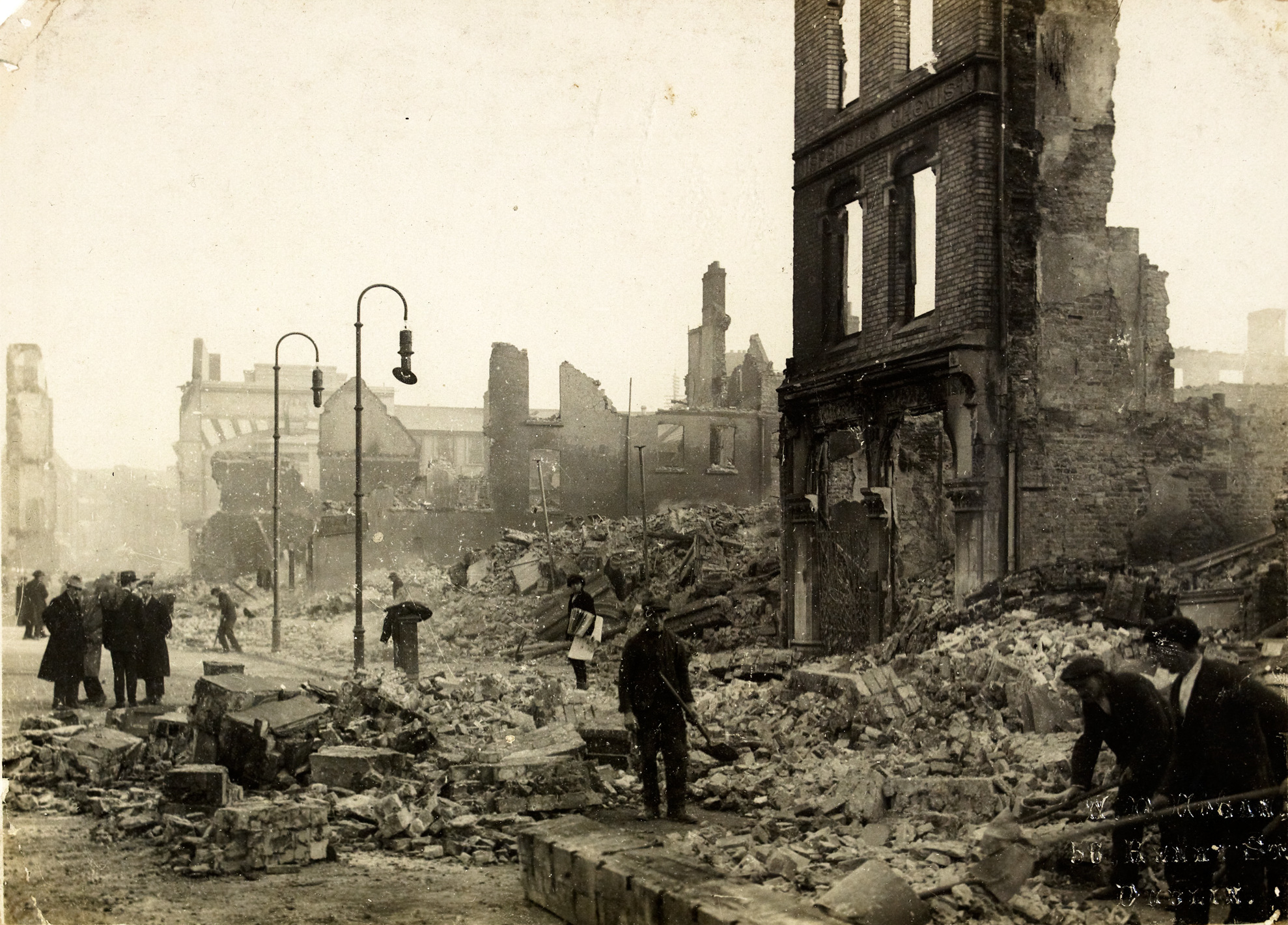
Рабочие расчищают завалы на улице Святого Патрика после пожаров

Сожжение Корка британскими войсками произошло в ночь с 11 на 12 декабря 1920 года, во время ирландской войны за независимость. Это последовало за нападением Ирландской республиканской армии (ИРА) на британский патруль в Корке, в результате которого были ранены 12 военнослужащих (один смертельно). В отместку британцы подожгли дома неподалеку от места, где была устроена засада. Многие местные жители заявляли позже, что британские военные избивали их и грабили. По словам пожарных, им мешали бороться с огнём, запугивая, перерезая шланги и стреляя. Двое невооружённых членов ИРА были застрелены в своих домах на севере города.
Пожар уничтожил более 40 коммерческих помещений, 300 жилых домов, здания мэрии и библиотеки Карнеги. Экономический ущерб был оценён более чем в 3 миллиона фунтов стерлингов. Две тысячи человек остались без работы, многие стали бездомными.
Британские войска провели во время войны целый ряд карательных акций в отношении гражданского населения Ирландии, но сожжение Корка стало одной из наиболее масштабных акций такого рода. Британское правительство сначала отрицало причастность войск к пожару, но согласилось провести расследование. Был сделан вывод о том, что ответственность несут вспомогательные войска, но отчёт не опубликовали, и никто не был привлечен к ответственности.